# Emseloh
Emseloh is een plaats en voormalige gemeente in de Duitse deelstaat Saksen-Anhalt, en maakt deel uit van de Landkreis Mansfeld-Südharz.

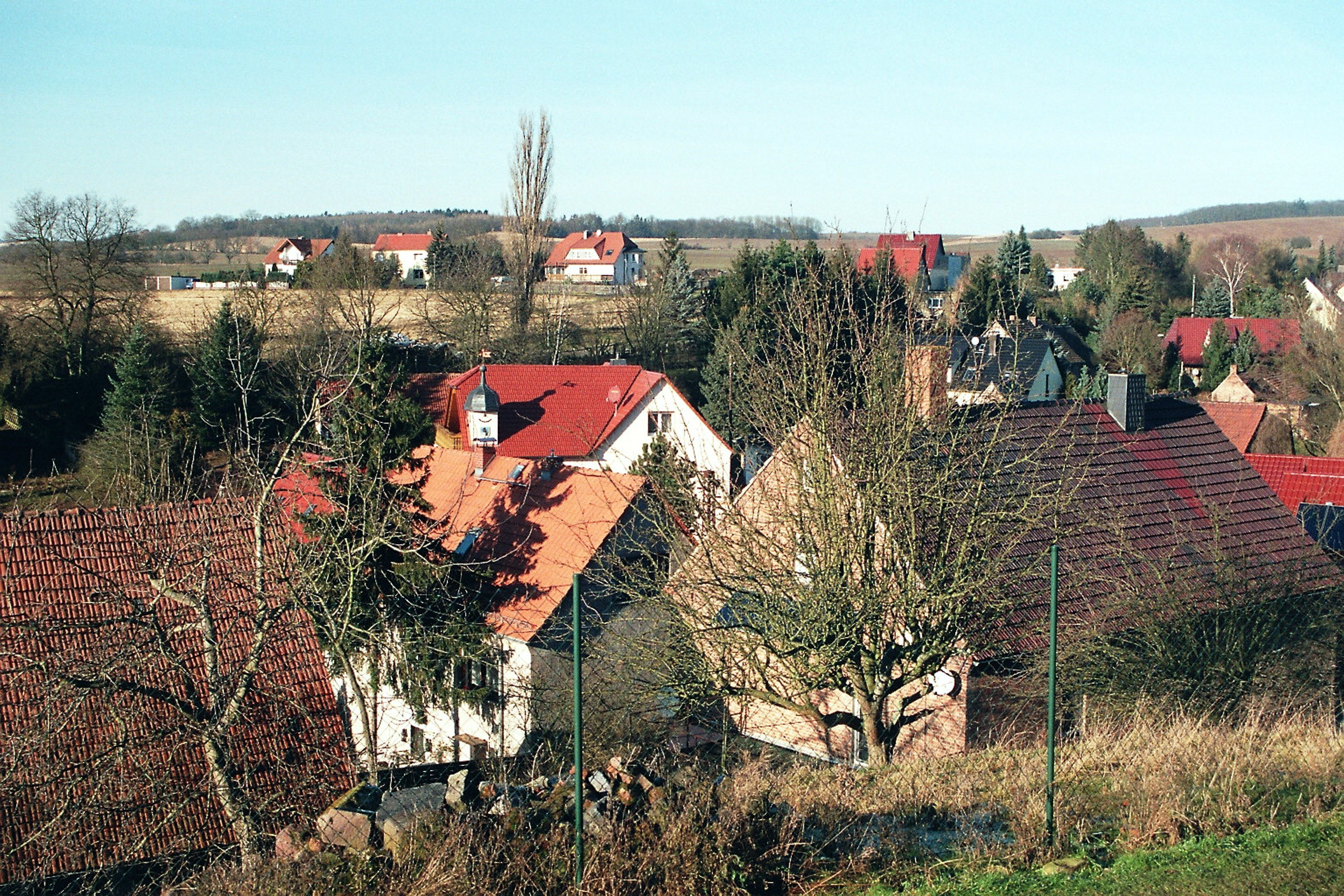

Emseloh telt 622 inwoners.